# Южен Пхьонан
Южен Пхьонан (чосонгъл: 평안 남도, правопис по системата на Маккюн-Райшауер P'yŏngan-namdo) е една от деветте провинции в Северна Корея. Административен център на провинцията е град Пхьонсон. На север граничи с провинциите Северен Пхьонан и Чаган, на юг със столицата Пхенян и провинция Северен Хванхе, на запад с Жълто море, а на изток с провинциите Южен Хамгьон и Канвон. Провинцията е създадена през 1896 г. след разделянето на регион Пхьонан на северна и южна част.

## Административно деление
Провинция Южен Пхьонан се дели на както следва:
- 1 специален град
- 5 града
- 3 окръга (1 гу + 2 чигу)
- 19 общини

### Градове
- Нампхо (남포 특급시; 南浦 特級市; специален град, създаден през 2004)
- Пхьонсон (평성시; 平城市; столица на провинцията, създаден декември 1969)
- Анджу (안주시; 安州市; създаден август 1987)
- Кесон (개선시, 价川市; създаден август 1990)
- Сунчхон (순천시; 順川市; създаден октомври 1983)
- Токчхон (덕천시; 德川市; създаден юни 1986)

### Окръзи
- Чхоннам(-гу) (청남구; 清南區)
- Тукчан(-чигу) (득장지구; 得場地區)
- Унгок(-чигу) (운곡지구; 雲谷地區)

### Общини (гин)
- Чунсан (증산군; 甑山郡)
- Хвечхан (회창군; 檜倉郡)
- Менсан (맹산군; 孟山郡)
- Мундок (문덕군; 文德郡)
- Ончхон (온천군; 溫泉郡)
- Пукчхан (북창군; 北倉郡)
- Пхьонвон (평원군; 平原郡)
- Синян (신양군; 新陽郡)
- Сончхон (성천군; 成川郡)
- Сукчхон (숙천군; 肅川郡)
- Техун (대흥군; 大興郡)
- Тедон (대동군; 大同郡)
- Унсан (은산군; 殷山郡)
- Яндок (양덕군; 陽德郡)